# Karmapa
Karmapa (tyb.: ཀརྨ་པ་，Wylie: karma pa, ZWPY: Garmaba) – jest zwierzchnikiem Karma Kagyu (Karma Kagju), największej z kilku buddyjskich linii przekazu, które tworzą szkołę Kagyu (Kagju), jedną z czterech głównych szkół buddyzmu tybetańskiego. Obecnie jest to najdynamiczniej rozwijająca się szkoła buddyzmu w Europie.

## Znaczenie
Imię Karmapa oznacza w dosłownym tłumaczeniu Pan Aktywności. Karmapowie wyrażają aktywność wszystkich buddów dla dobra istot i uważani są za manifestację bodhisattwy współczucia – Awalokiteśwary.
Karmapa jest pierwszym świadomie odradzającym się tulku w Tybecie. Jego pojawienie zostało przepowiedziane przez samego Buddę (w sutrach Bhadrakalpa, Samadhiraja, Lankavatara) oraz Padmasambhavę.
„Pojawi się bodhisattwa niczym ryk lwa. Użyje mocy, którą osiągnął w głębokiej medytacji, by przynieść pożytek niezliczonym istotom. Widzenie go, słyszenie, dotykanie lub myślenie o nim będzie prowadziło do szczęścia” (Samadhiraja Sutra).

## Czarna Korona
Symbolem karmapy jest Czarna Korona (tyb.: ཞྭ་ནག་, Wylie: zhwa nag), która posiada zdolność budzenia najgłębszych stanów otwartości umysłu. Z tego powodu czasem nazywani są Lamami Czarnej Korony. Według tradycji została ona utkana przez dakinie z ich własnych włosów i podarowana Karmapie na znak rozpoznania jego duchowego urzeczywistnienia. Fizyczna korona prezentowana przez Karmapów została podarowana V Karmapie Deszin Sziegpa przez chińskiego cesarza, aby wszyscy mieli możliwość jej ujrzenia i otrzymania w ten sposób błogosławieństwa. W 1993 r. korona zniknęła wraz z przejęciem klasztoru Rumtek w Sikkimie przez ludzi Tai Situ Rinpocze, którzy siłą zajęli zabudowania klasztorne.

## Linia Karmapów

Flaga karmapów

W 1110 w Tybecie urodził się Dysum Czienpa. Był bardzo uzdolnionym dzieckiem i już od najmłodszych lat studiował wraz z ojcem dharmę (buddyjskie nauki). Jako dwudziesto- i trzydziestolatek znalazł wielkich nauczycieli, m.in. Gampopę. Osiągnął oświecenie po ośmiu miesiącach od pierwszego spotkania z Gampopą, praktykując jogę snu. Był odtąd uważany za Karmapę, manifestację Awalokiteśwary.
Buddyści uważają, że wielcy mistrzowie medytacji dzięki swoim duchowym zdolnościom potrafią przewidzieć okoliczności swojego kolejnego odrodzenia. Dzięki wskazówkom pozostawionym przez Dysum Czienpa jego najbliższym uczniom udało się odnaleźć i rozpoznać jego kolejną inkarnację Karma Pakshi. W ten sposób jako pierwszy tybetański lama został uznany za świadomie odradzającego się.
Od tego czasu karmapa ma powracać w kolejnych odrodzeniach jako duchowy nauczyciel i dzierżawca unikatowych metod i nauk szkoły Karma Kagyu.

### Lista dotychczasowych Karmapów
1. Dysum Czienpa (1110–1193)
2. Karma Pakszi (1204–1283)
3. Rangdziung Dordże (1284–1339)
4. Rolpe Dordże (1340–1383)
5. Deszin Sziegpa (1384–1415)
6. Tongła Donden (1416–1453)
7. Czodrak Gjamtso (1454–1506)
8. Mikjo Dordże (1507–1554)
9. Łanczung Dordże (1556–1603)
10. Czojing Dordże (1604–1674)
11. Jeszie Dordże (1676–1702)
12. Ciangciub Dordże (1703–1732)
13. Dudul Dordże (1733–1797)
14. Thegczok Dordże (1798–1868)
15. Khacziab Dordże (1871–1922)
16. Rangdziung Rigpe Dordże (1924–1981)
17. Taje Dordże (ur. 1983) lub Ogjen Trinlej Dordże (ur. 1985)